# جون مورغان ديفيس
جون مورغان ديفيس (بالإنجليزية: John Morgan Davis) هو قاضي ومحامي أمريكي، ولد في 9 أغسطس 1906 في Shenandoah, Pennsylvania ‏ في الولايات المتحدة، وتوفي في 8 مارس 1984.